# Lycosa erythrognatha
Lycosa erythrognatha es una especie de araña araneomorfa licósida del género Lycosa, cuyas integrantes son denominadas comúnmente arañas lobo o corredoras de jardín. Habita en regiones templadas a templado-cálidas del Cono Sur de Sudamérica.

## Taxonomía
Descripción original
Esta especie fue descrita originalmente en el año 1836 por el entomólogo francés Hippolyte Lucas, con el mismo nombre científico.
Localidad tipo
La localidad tipo referida es: “Brasil”.

## Características
Como en otros integrantes del género Lycosa, L. erythrognatha presenta 8 ojos en 3 filas, la fila inferior posee 4 pequeños; algo más arriba se presenta la segunda, con 2 grandes ojos; finalmente la última posee también 2, pero más pequeños y ubicados más hacia los lados en la parte horizontal del rostro. Las patas son largas y espinosas, siendo las más cortas las del primer y tercer par y la más largas las del cuarto par; los tarsos poseen densas escópulas y terminan en 3 uñas; además, no cuenta con fascículos subungueales.
Lycosa erythrognatha posee una longitud corporal (sin las patas) de unos 30 mm. Su color general es castaño oscuro, estando el cefalotórax dividido por una banda longitudinal de color más claro, la cual ya en la parte superior del abdomen pasa a ser amarilla y a marginar la punta de una mancha negra en forma de flecha, la que apunta hacia adelante. Ventralmente es negra. Los quelíceros son castaño rojizos, lo que es útil para diferenciar esta especie de su par muy similar L. poliostoma, en la que los tiene con sus bases de color claro, además se las separa por la coloración del abdomen de esta última, que es grisácea con un diseño en forma de flechas.

## Distribución
Esta especie se distribuye en América del Sur, en Brasil, Paraguay, Uruguay (desde el norte hasta Montevideo) Centro sur de Chile y las provincias del norte, centro y sur de Argentina.

## Hábitat y hábitos

### Hábitat
Vive en estepas, llanuras y sierras, en tierras secas y arenosas donde corre entre el pasto o sobre el suelo. Tiene actividad fundamentalmente nocturna; durante el día se oculta bajo objetos humanos, corteza de árboles, troncos, piedras o en cuevas. También es posible encontrarla en las ciudades, en especial en jardines grandes o suburbanos y terrenos baldíos.

### Dieta
Se alimenta de artrópodos. No los captura por medio de redes sino acechándolos o persiguiéndolos hasta poder lanzarse sobre ellos y clavar sus afilados quelíceros. Preda sobre grillos, polillas, cucarachas (o baratas) y otras arañas, incluso ejemplares de su misma especie.

### Reproducción
Durante la cópula el macho salta sobre su compañera, para adoptar una posición que es inversa a la de ella, para de ese modo facilitar el escape luego del acto, evitando así pasar a ser alimento de la hembra. Esta coloca los huevos en una ooteca con forma esférica, la cual en vez de dejar oculta en algún refugio es arrastrada por ella mediante unos hilos. Cuando nacen los pequeños estos trepan sobre su madre, dispersándose solo en la segunda muda.

## Peligrosidad
Esta araña es de interés médico, si bien siempre intenta huir, mordiendo solo cuando es atrapada o apretada, por ejemplo, se han producido numerosos casos por realizar trabajos de jardinería sin guantes o introducir el pie en un zapato donde un ejemplar se había refugiado. 
De diciembre a marzo es mucho más irritable y agresiva, adoptando posturas desafiantes y separando los quelíceros. Cuenta con glándulas venenosas que producen sustancias activas como la serotonina, la histamina, hialuronidasa y proteasas, las que son tóxicas a nivel celular. Cuando sus fuertes y gruesos quelíceros logran penetrar la piel humana e inocular el veneno, dejan una herida claramente visible en el afectado, el cual siente un punzante e intenso dolor en el área mordida (la que toma una tonalidad rojiza). Su cuerpo responde con una reacción eritematosa y se desarrolla allí un doloroso edema caliente, el cual persiste hasta 24 o 48 horas después del accidente. En casos graves prosigue en una semana una evolución hacia la necrosis muscular localizada, formándose una escara. Esta se desprende luego de 7 días, dejando el área ulcerada, la que finalmente cura a los 30 días.
El suero específico para neutralizar sus efectos negativos es desarrollado por el instituto Butantán de Brasil, es el denominado “anti-Lycosa”. El veneno de Lycosa erythrognatha es más potente que el de su pariente con la cual comparte una buena parte de su distribución: L. poliostoma. aunque nunca compromete la vida lo que hace que no se encuentre dentro de las especies peligrosas.

## Galería

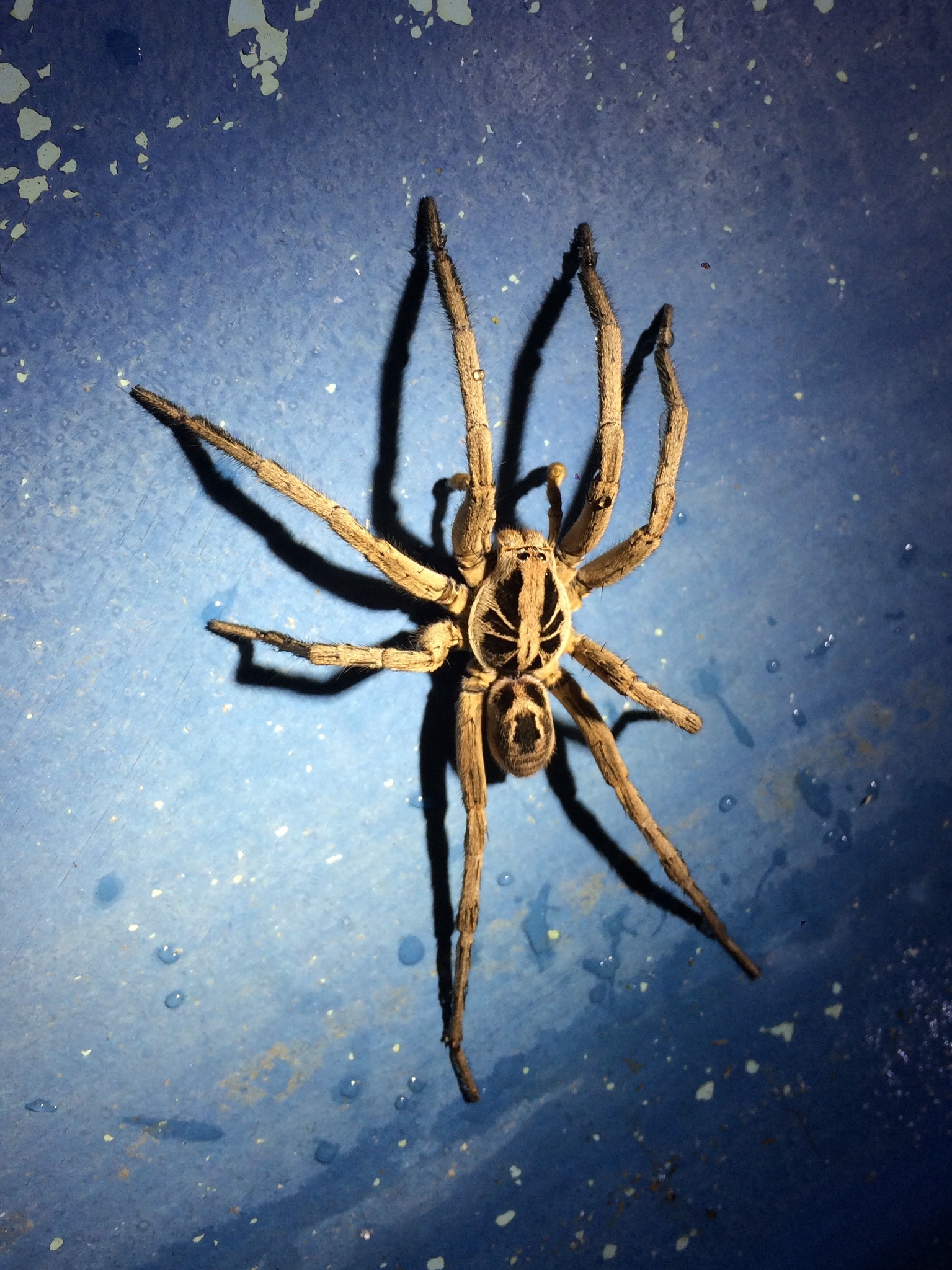
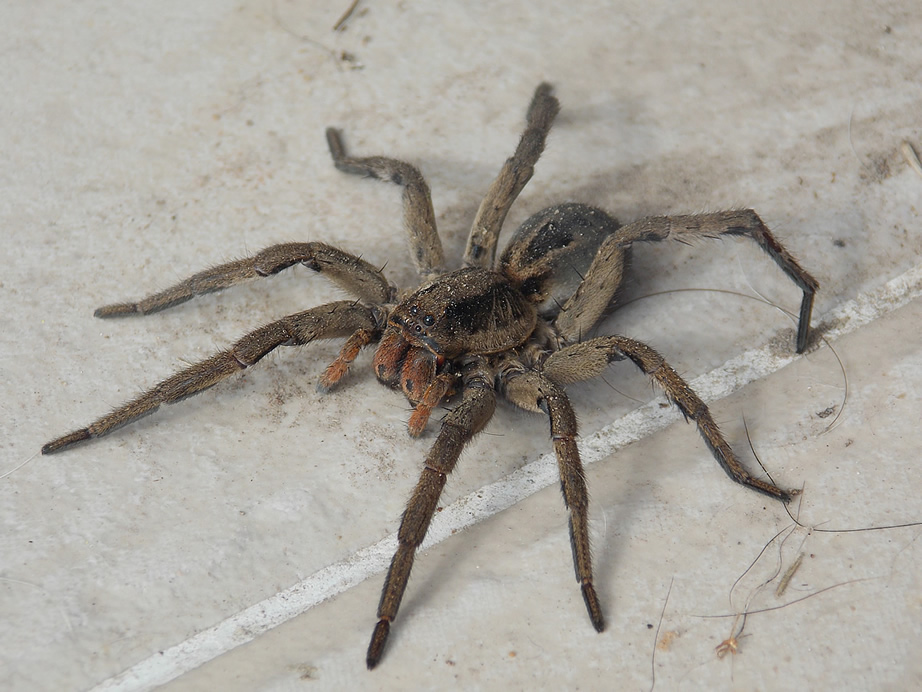
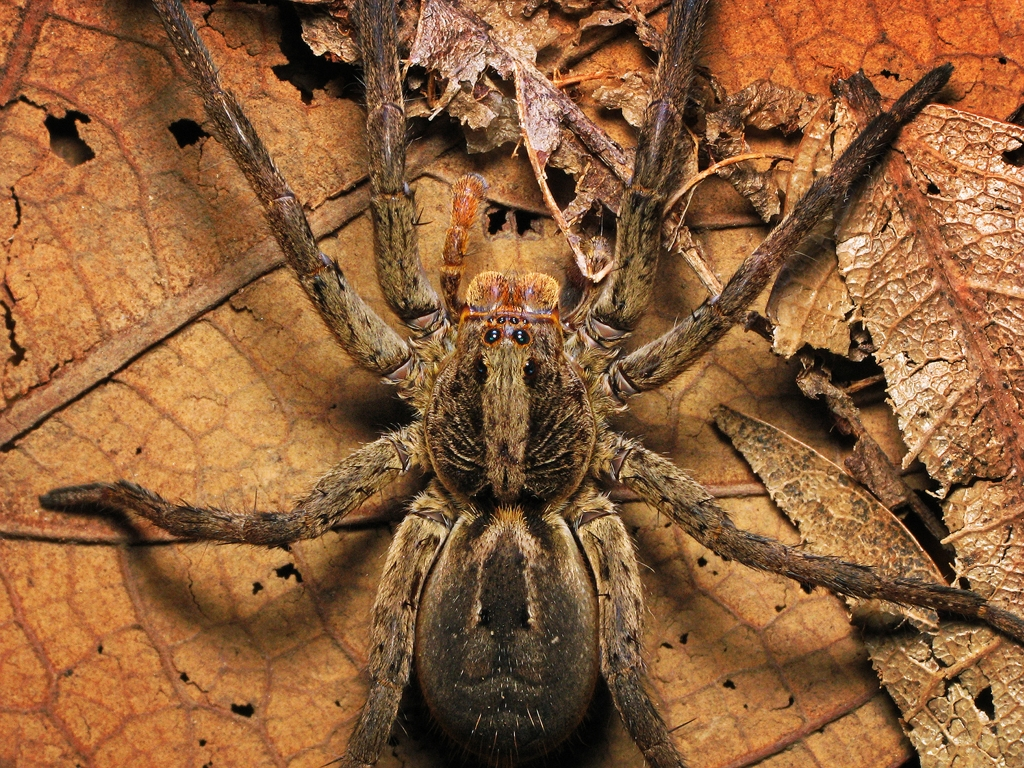
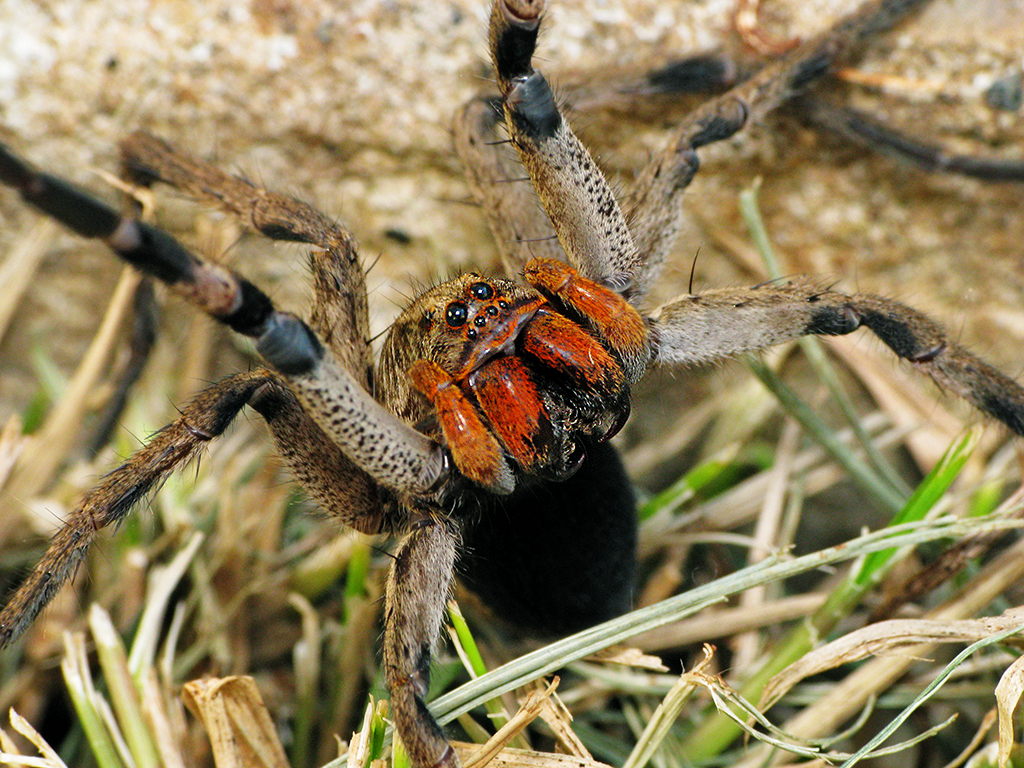
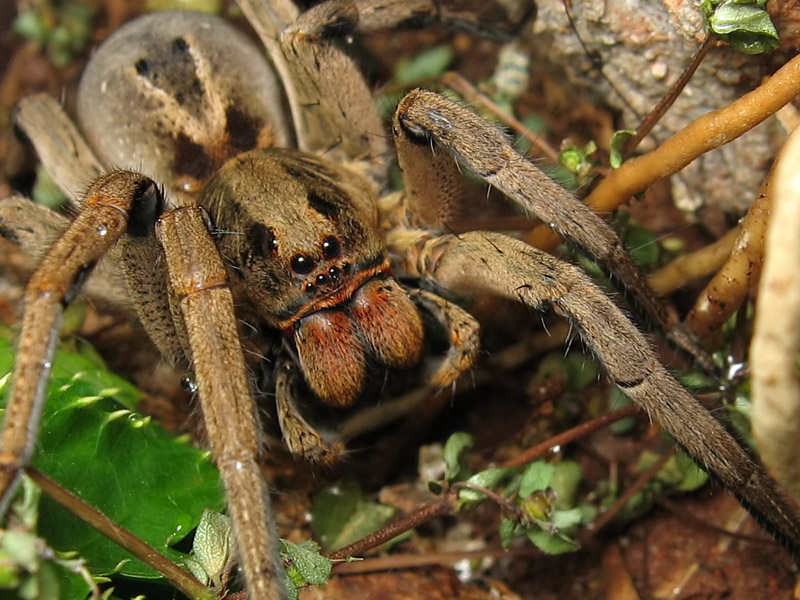
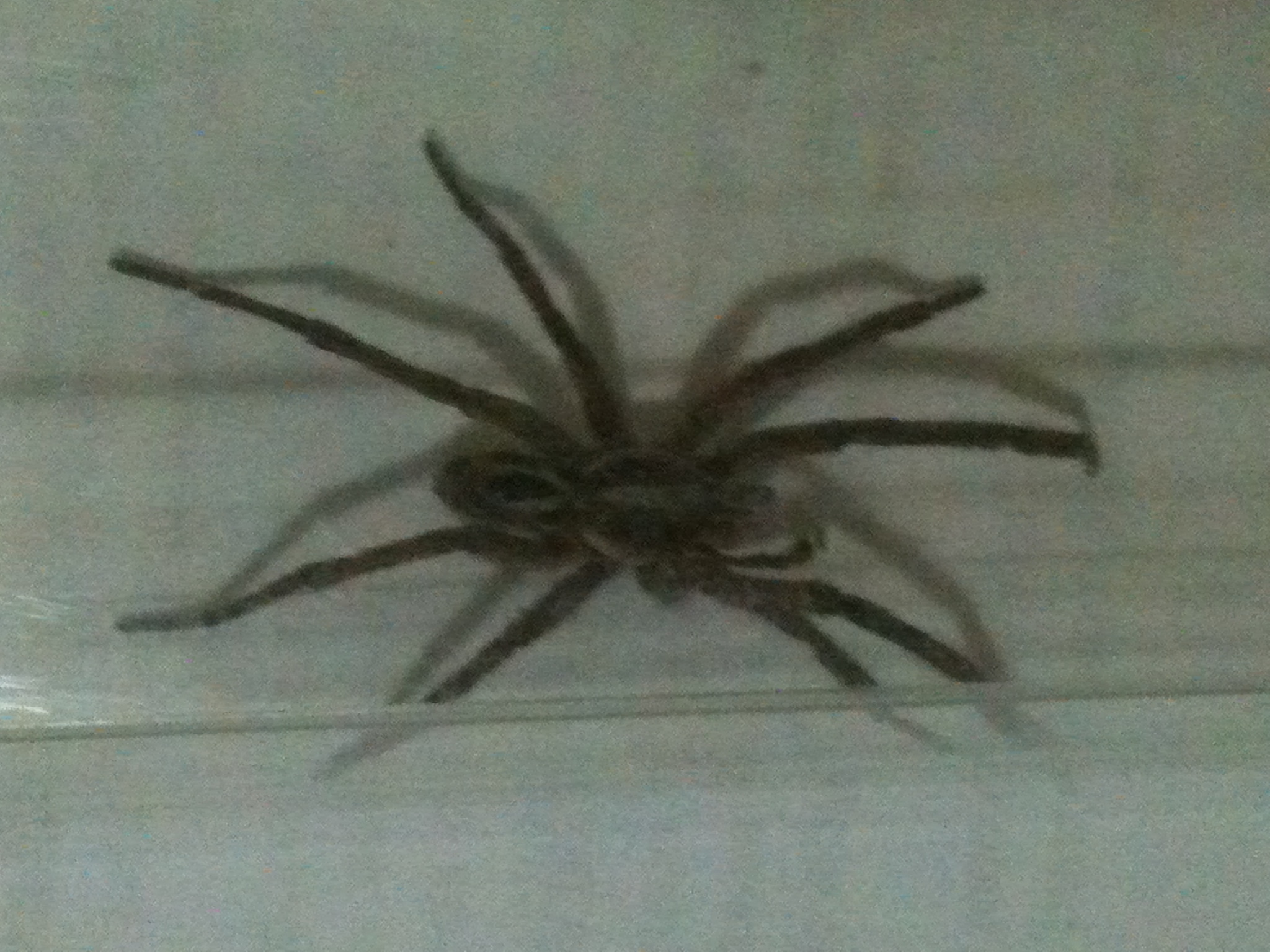